# Вольний (Єльниківський район)
Во́льний (рос. Вольный, ерз. Вирь Вольнай) — селище у складі Єльниківського району Мордовії, Росія. Входить до складу Єльниківського сільського поселення.
Населення — 12 осіб (2010; 18 у 2002).
Національний склад (станом на 2002 рік):
- мордва — 89 %